# Les Classiques des sciences sociales
 (mai 2022).

Logo de la bibliothèque numérique Lien vers la bibliothèque

Les Classiques des sciences sociales est une bibliothèque numérique basée à Saguenay, dans la province de Québec, au Canada. Au sein de la francophonie, elle est l'une des plus grandes bibliothèques virtuelles spécialisées en sciences humaines et sociales. Ses fichiers sont au format traitement de textes et téléchargeables gratuitement. En effet, en date d’octobre 2023 on comptait un total de 38 779 512 visiteurs depuis la création du site web, dont 1,380,649 pour l’année 2023 seulement. Toujours en date d’octobre 2023, 80,450,856 documents avaient été téléchargés.
Le fondateur et directeur bénévole de cette bibliothèque est Jean-Marie Tremblay, professeur retraité de sociologie au département des sciences humaines du Cégep de Chicoutimi.
Si au départ l’objectif était d’offrir un accès gratuit à des textes fondamentaux des sciences sociales aux cohortes d’étudiants qui assistaient à ses cours de sociologie, le projet s’est rapidement diversifié en offrant des collections touchant à plusieurs disciplines, dépassant même le cadre des sciences sociales à strictement parler avec des ouvrages de philosophie ou encore de sciences de la nature.

## Description
Le projet de bibliothèque numérique rassemble de nombreux professeurs et chercheurs, principalement dans le domaine des sciences humaines et sociales. En 2013, elle diffuse plus de 5 500 œuvres de 1400 auteurs différents principalement en langue française. En 2018, après plus de 400 000 heures de travail de la part de nombreux bénévoles, la bibliothèque diffuse environ 7 000 œuvres en texte intégral, toutes accessibles gratuitement et librement partout dans le monde en différents formats (.doc, .pdf, .rtf, .html et ePub). La diversité des formats ainsi que la compatibilité au traitement de texte permet plus de flexibilité dans l'usage des œuvres numérisées. Il s'agit d'une des caractéristiques distinctives des Classiques des sciences sociales en comparaison avec d'autres bibliothèques numériques qui n'offrent parfois que des numérisations de base, sans possibilité d'annoter ou de copier le texte.
Elle constitue une des premières bibliothèques numériques francophones spécialisée dans les sciences sociales. Elle est constituée à partir d'ouvrages tombés dans le domaine public, de textes contemporains (ouvrages, chapitres d'ouvrages, articles de revues, etc.) diffusés avec l'autorisation des auteurs (ou leurs ayant droit) et/ou des éditeurs, et d'œuvres inédites. Dans une longue tradition de partage du savoir, la mission de cette bibliothèque est de donner accès gratuitement aux œuvres en sciences sociales et humaines de langue française.
Parmi les maisons d'édition ayant permis la numérisation de leurs livres se trouvent notamment Les Presses de l’Université de Montréal, les Éditions Sciences et Culture, les Éditions du Renouveau pédagogique, Fidès, Lux Éditeur, les Éditions Hurtubise  et les Éditions Nota Bene.

## Historique
À partir de 1993, l'enseignant au collégial en sociologie Jean-Marie Tremblay numérise des textes d'auteurs classiques des sciences sociales. Les objectifs de l'enseignant sont alors de faciliter l'accès des étudiants aux auteurs et de diffuser les travaux des chercheurs.
En 2000, comptant sur sept ans de développement, la bibliothèque est fondée avec le soutien de l'Université du Québec à Chicoutimi. Cette dernière fournit toute la logistique (livres, emprunts de livres, reliure des livres endommagés, emprunts spécialisés, soutien informatique) nécessaire à son développement.
En 2005, le site internet est entièrement revu et amélioré grâce à l’aide de l’Université du Québec à Chicoutimi. Le processus de refonte aura duré environ un an. La refonte complète fut présentée à l’occasion d’un évènement organisé par la ville de Saguenay pour souligner le 5e anniversaire de la bibliothèque. Les améliorations apportées touchaient notamment les outils de recherche, dorénavant plus flexibles et précis.
C’est également en 2005 que le Cégep de Chicoutimi devint officiellement partenaire du projet, l’institution s’engageant à offrir une aide financière annuelle à celui-ci.
En 2006, elle est incorporée en un organisme à but non lucratif dont la mission est de « donner accès librement et gratuitement » aux œuvres en sciences sociales et en philosophie de langue française. Cela permet à la bibliothèque de recevoir des dons légalement.
En 2008, elle est composée d'environ 4 000 œuvres et est visitée par un peu plus 2 millions de visiteurs différents.
En 2018, la bibliothèque fête ses vingt-cinq ans. Pour l'occasion, elle donne accès au texte intégral de près de 7 000 livres maintenant introuvables dans les librairies. C’est également en 2018 que paraît l’ouvrage commémoratif « Les Classiques des sciences sociales : 25 ans de partage des savoirs dans la francophonie »
En octobre 2023, on compte sur le site de la bibliothèque numérique 8 905 œuvres originales produites par 1,953 auteurs différents.
Les éditions antérieures (1980, 1988, 2001) du manuel « Psychiatrie clinique », publiées sous la direction de Pierre Lalonde et Frédéric Grunberg chez Gaëtan Morin éditeur, sont disponibles sur le site « Les Classiques des sciences sociales » de l’Université du Québec à Chicoutimi[1]. Les lecteurs intéressés peuvent ainsi retracer l’évolution des concepts de la psychiatrie depuis les années 1980.[pertinence contestée]

## Autonomie
Jean-Marie Tremblay déclare, dans un article publié en 2013, avoir été approché par plusieurs organismes afin de fusionner avec Les Classiques des sciences sociales, notamment la Bibliothèque numérique européenne. Lui et son équipe ont cependant refusé de considérer l’éventualité d’une fusion au profit de l’autonomie dont joui le projet dans sa forme actuelle, tant au niveau éditorial qu’au niveau du fonctionnement interne. Il s’agit également d’une question de principe, l’équipe voyant d’un mauvais œil l’éventualité d’une centralisation des bibliothèques numériques, tant au sein d’un organisme privé que publique.
L’idée d’autonomie était d’ailleurs au cœur des trois conditions posées par Jean-Marie Tremblay au moment d’approcher l’Université du Québec à Chicoutimi afin que celle-ci s’associe au projet : une liberté éditoriale complète, un accès illimité au stockage sur les serveurs de l’université ainsi qu’un contrôle exclusif du projet par son fondateur et ses bénévoles. En effet, selon M. Tremblay, le projet n’aurait pas pu voir le jour au sein d’une institution qui aurait tenté d’avoir le contrôle sur celui-ci.

## REJEBECSS

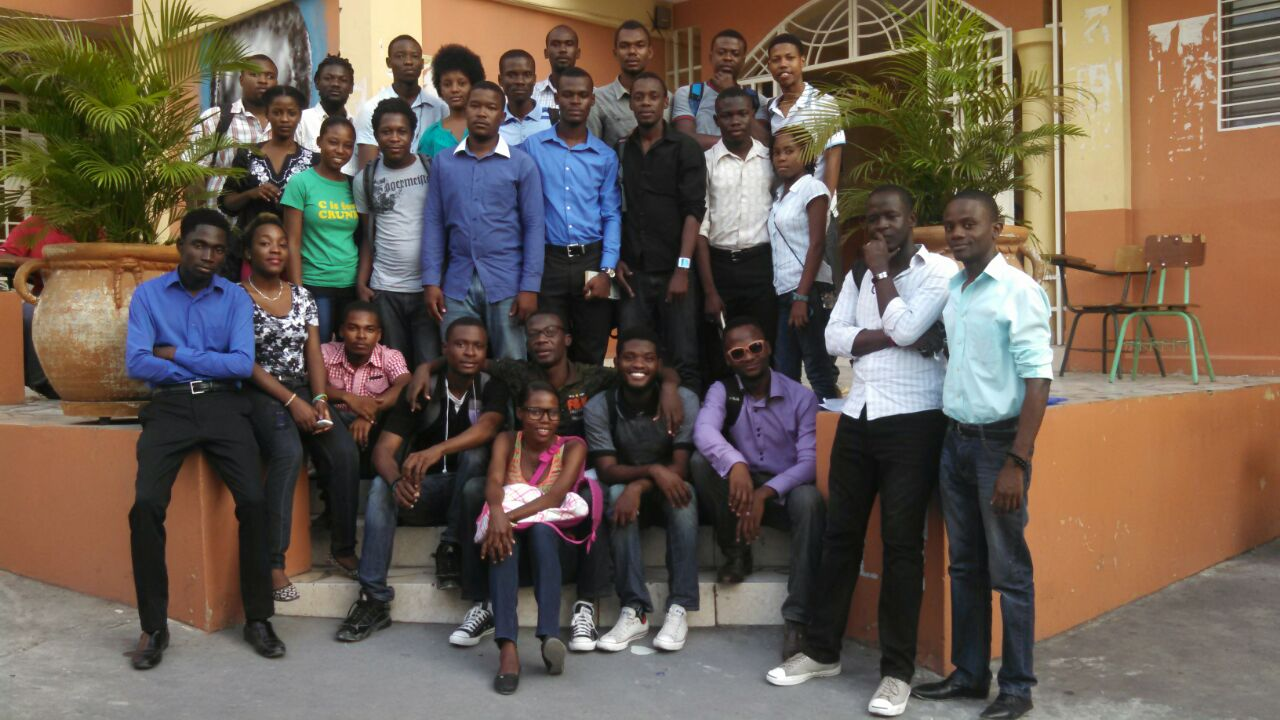
Membres du REJEBECSS-Haïti (mars 2016)

En mars 2016, à la suite du colloque du projet SOHA (Science ouverte en Haïti et en Afrique francophone) portant sur les injustices cognitives, des contributeurs haïtiens lancent le Réseau des jeunes bénévoles des Classiques des sciences sociales (REJEBECSS-Haïti), visant notamment à diffuser le patrimoine scientifique haïtien en libre accès,,. Rency Inson Michel et Wood-Mark Pierre définissent le REJEBECSS-Haïti comme un regroupement de jeunes intellectuels en faveur de la justice cognitive. Loin d’être une simple extension de l’organisation des Classiques des sciences sociales au Québec, le  REJEBECSS-Haïti est un interlocuteur autonome.
En octobre 2017, le conseil d’administration de la bibliothèque numérique décide d’envoyer du matériel informatique au REJEBECSS-Haïti dont un ordinateur, un numériseur et plusieurs autres outils afin d’augmenter l’autonomie et la capacité de numérisation des bénévoles haïtiens. L’Université du Québec à Chicoutimi s’occupe quant à elle de l’expédition. Le matériel est entreposé dans un local de l’Université de technologie d’Haïti (UNITECH).
Les objectifs du REJEBECSS-Haïti s’inscrivent dans une visée de valorisation, de diffusion et de pérennisation du savoir des intellectuels haïtiens. Il existe également une volonté de rapatrier le travail des universitaires haïtiens qui font carrière à l’étranger.
En Côte d’Ivoire, de jeunes chercheurs ont à leur tour fondé le REJEBECSS-Côte d’Ivoire. Ceux-ci espèrent convaincre annuellement une vingtaine d’intellectuels ivoiriens de diffuser leurs œuvres en libre accès sur le site des Classiques ainsi qu’à en assurer une plus grande visibilité

## Conflits

### PUF
Ce site web a suscité de nombreux débats lorsque les Presses universitaires de France (PUF) l'ont menacé de poursuites judiciaires car il hébergeait des ouvrages dans le domaine public au Canada, mais dont les droits d'auteur appartiennent à cet éditeur en France. Les PUF ont abandonné leurs menaces à la suite, entre autres, du soutien de nombreux internautes dont notamment Jean-Baptiste Soufron.

### Wikisource
Jean-Marie Tremblay a accusé certains contributeurs de Wikisource d'avoir « pillé » certains textes, passés dans le domaine public et numérisés par l'équipe de bénévoles des Classiques des sciences sociales, en les mettant en ligne en format HTML sur leur site Internet,. Jean-Marie Tremblay parle de vols et avance qu'une demande de permission devait lui être soumise avant qu'on ne copie ces textes traités par les bénévoles de son équipe afin qu'ils soient accessibles numériquement. Les contributeurs de Wikisource accusés estiment que Jean-Marie Tremblay n'a aucun droit sur ces textes puisque la mise en forme numérique n'est pas couverte par les droits d'auteurs contrairement, par exemple, à la traduction ou à l'adaptation cinématographique d'une œuvre. La protestation en ligne a été retirée au début de l'année 2010 après une entente de collaboration entre des contributeurs des deux projets.

### Gallimard
En 2010, dans la cadre du 50e anniversaire de la mort d’Albert Camus, le site met en ligne 24 ouvrages de l’auteur qui relèvent du domaine public au Canada. Les lois étant différentes en France, où les écrits de Camus ne seront libres de droit qu’en 2030, les Éditions Gallimard exigent par l’entremise d’une mise en demeure que les Classiques des sciences sociales retirent l’accès aux textes litigieux pour les internautes français, condition qui sera respectée par l’équipe de la bibliothèque. En effet, l’organisme s’exposait potentiellement à des poursuites au regard de la loi Hadopi s’il ne coopérait pas.
Plus qu’un enjeux de lois, cet épisode est une illustration de l’affrontement entre deux visions divergentes quant au rapport à la connaissance : celle prônant le libre accès et la libre circulation des savoirs versus celle qui souhaite sa commercialisation,.

## Reconnaissances
Le fondateur de la bibliothèque a reçu le tire de Chevalier de l'Ordre national du Québec en 2013 et le prix du mérite scientifique régional Saguenay-Lac-Saint-Jean en 2005.
Interrogé par le journal Le Devoir sur les œuvres de l'Internet qui pourraient être qualifiées de chef-d'œuvre, le philosophe Jacques Dufresne en a désigné deux, dont Les Classiques des sciences sociales.